# Günter Matthias Rech
Günter Matthias Rech (* 8. Januar 1932 in Cochem; † 8. Juni 1987 in Graz) war ein deutsch-österreichischer evangelisch-lutherischer Theologe. Er war von 1983 bis 1987 Superintendent der Evangelischen Superintendentur A. B. Steiermark.

## Leben
Günter Matthias Rech studierte Evangelische Theologie an der Kirchlichen Hochschule Bethel sowie in Mainz, Bonn und Wien. 1961 legte er sein Examen ab und begann sein Vikariat an der Erlöserkirche im siebten Grazer Gemeindebezirk Liebenau. Dort wurde er auch ordiniert und 1963 zum Pfarrer bestellt. Rech wirkte außerdem ab 1975 als Senior der Evangelischen Superintendentur A. B. Steiermark. 1976 war er ein Gegenkandidat zu Dieter Knall als Nachfolger von Martin Kirchschlager im Amt des Superintendenten der steirischen Superintendentur, verlor jedoch die Wahl. 1983 wurde Rech schließlich als Nachfolger Knalls, der Bischof der Evangelischen Kirche A. B. in Österreich wurde, zum Superintendenten gewählt. Er setzte sich besonders für die Ökumene und die Auslandsbeziehungen der Superintendentur ein. Günter Matthias Rech starb wenige Jahre nach Amtsantritt an Krebs. Sein Nachfolger als Superintendent wurde Ernst-Christian Gerhold.